# Kharela
Kharela è una suddivisione dell'India, classificata come nagar panchayat, di 13.466 abitanti, situata nel distretto di Mahoba, nello stato federato dell'Uttar Pradesh. In base al numero di abitanti la città rientra nella classe IV (da 10.000 a 19.999 persone).

## Geografia fisica
La città è situata a 26° 19' 13 N e 79° 10' 4 E e ha un'altitudine di 141 m s.l.m..

## Società

### Evoluzione demografica
Al censimento del 2001 la popolazione di Kharela era composta da 13.466 persone, delle quali 7.207 maschi e 6.259 femmine. I bambini di età inferiore o uguale ai sei anni erano 2.299, dei quali 1.222 maschi e 1.077 femmine. Infine, coloro che erano in grado di saper almeno leggere e scrivere erano 7.236, dei quali 4.666 maschi e 2.570 femmine.